# Saint-Romain-de-Benet
Saint-Romain-de-Benet là một xã trong tỉnh Charente-Maritime trong vùng Nouvelle-Aquitaine, tây nam nước Pháp. Xã Saint-Romain-de-Benet nằm ở khu vực có độ cao trung bình 3 mét trên mực nước biển.